# Heliosismologia

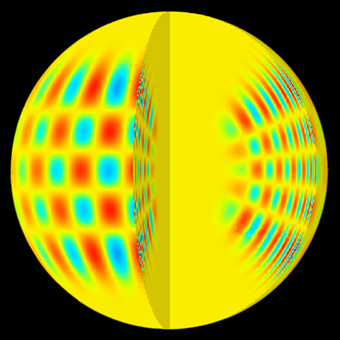
Imatge generada per ordinador que mostra les oscil·lacions acústiques d'un modo-p del Sol tant al seu interior com a la superfície. Aquest mode es caracteritza pels números l=20, m=16 i n=14.

L'heliosismologia és l'estudi de les oscil·lacions, particularment les ones de pressió acústica, que es produeixen a la superfície del Sol. Es tracta d'ones de pressió generades per la turbulència de la superfície solar i amplificades mitjançant interferències constructives. Les oscil·lacions solars poden estudiar-se per mitjà de l'efecte Doppler de les línies d'emissió de la fotosfera solar. Els canvis en la propagació d'aquestes ones de pressió permeten revelar informació sobre l'estructura de densitat de l'interior solar. Donada la geometria esfèrica del Sol les maneres de vibració solars poden expressar-se matemàticament per mitjà d'harmònics esfèrics. El nom d'aquesta disciplina deriva de l'estudi similar que es pot fer de l'estructura terrestre interna per mitjà d'ones de pressió produïdes en els sismes i és comparable a l'astrosismologia que estudia la propagació de les ones sonores en les estrelles en general

## Tipus d'oscil·lacions solars

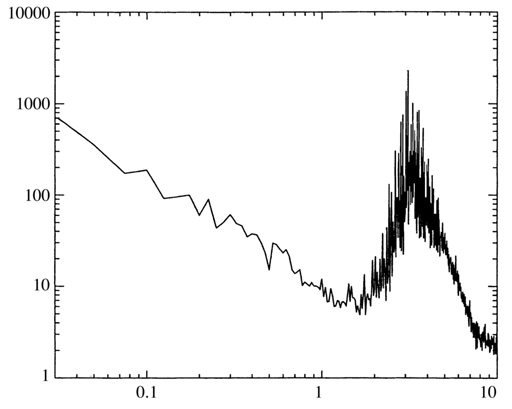
Espectre solar de baixa resolució obtingut per l'instrument GOLF entre 19 de febrer i el 25 de març de 1996. L'eix horitzontal representa la frecuendia en MHz i el vertical la densitat de potència. Els "5 minuts d'oscil·lació" són la sèrie de línies de mode p a la dreta entre els 2 i els 7 megahertzs aproximadament.

Les modes d'oscil·lació del Sol es divideixen en tres categories principals: mode acústic, de gravetat i mode d'ones de gravetat superficials.
- Mode p. Ones acústiques en què la pressió actua com a força restauradora, d'aquí el nom "p". La seva dinàmica està determinada per la variació en profunditat de la velocitat del so a l'interior de l'estrella. En el Sol les oscil de les maneres p tenen freqüències funcionalitats importants d'1 MHz i són especialment intenses en el rang dels 2-4 MHz el que es correspon amb les "oscil·lacions solars de 5 minuts" (freqüència 3.33 mhz).
- Mode g. Ones de gravetat en què la densitat varia amb la gravetat actuant com a força restauradora, d'aquí el nom "g". Els modes de vibració g estan caracteritzats per baixes freqüències (0.4 MHz). Aquestes maneres d'oscil estan confinats a l'interior solar per la qual cosa són pràcticament inobservables.
- Mode f. Ones superficials de gravetat. Similars als anteriors però a prop de la superfície solar.